# Musée de la Poupée
Il Musée de la Poupée ("museo della bambola", in francese) era un museo privato parigino dedicato alla storia della bambola.

## Storia
Il Musée de la Poupée venne fondato nel 1994 da due italiani originari di Torre Pellice, Guido Odin, pittore, fotografo e costumista, e da suo figlio Samy, anche lui come il padre, appassionato collezionista, che con l'Università di Lione aveva intrapreso ricerche sulla storia delle bambole. Prima della fondazione, Guido Odin aveva organizzato mostre temporanee in Italia e in Francia.  Il museo ha ospitato una collezione permanente di oltre 500 bambole francesi in bisque, composizione, stoffa, gomma, celluloide e plastica, ordinate cronologicamente dal 1800 al presente. L'esposizione comprendeva anche modelli in scala di mobili, accessori e giocattoli dei relativi periodi.
 
Una stanza era dedicata alla manifattura delle bambole e ai materiali utilizzati per la loro costruzione. Il museo presentava inoltre mostre temporanee, una clinica della bambola per il restauro e una libreria dove era possibile acquistare libri e giocattoli.

## Posizione
Il museo si trovava nel terzo arrondissement, nell'Impasse Berthaud, nelle vicinanze del numero 22 di rue Beaubourg, a Parigi, in Francia. La stazione della metro più vicina era Rambuteau. 
Era aperto dal martedì al sabato dalle ore 13 alle ore 18, e chiuso la domenica, il lunedì e i giorni festivi. L'ingresso era a pagamento, con i seguenti prezzi: € 8.00 per gli adulti; € 6.00 per gli studenti dai 12 ai 25 anni, i disoccupati e le persone sopra i 65 anni di età;  € 4.00 per i bambini e gli invalidi.

## Motivi della chiusura
Il direttore Samy Odin ha spiegato i motivi della chiusura definitiva, avvenuta il 15 settembre 2017, con il calo di visitatori annui sceso da 50000 a 16000 dopo gli attacchi terroristici del 2015, con l'impossibilità di sostenere le spese per mettere in sicurezza il Museo conformemente alle normative europee e con il notevole aumento del canone mensile pagato per l'affitto degli spazi espositivi.